# ТЕС Хорфаккан
25°21′59″ пн. ш. 56°20′32″ зх. д. / 25.36639° пн. ш. 56.34222° зх. д.
ТЕС Хорфаккан – теплова електростанція на північному сході Об'єднаних Арабських Еміратів. Розташована у тій частині емірату Шарджа, котра виходить до Оманської затоки (при цьому лише за два десятка кілометрів південніше від міста Хорфаккан лежить столиця емірату Фуджайра).
Розвиток майданчику почався із двох встановлених на роботу у відкритому циклі газових турбін типу General Electrical Frame 5 потужністю по 18 МВт, які в подальшому доповнили двома турбінами типу General Electrical Frame 6 потужністю по 30 МВт.
В 2009-му ТЕС підсилили газовою турбіною Pratt and Whitney FT8 з показником у 50 МВт.
На випадок аварійних ситуацій станція також мала резервні дизельні генератори, потужність яких, втім, була багаторазовом меншою від потужності основного обладнання.
Як паливо використовується природний газ, подача якого на узбережжя Оманської затоки почалась у 1984 році із введенням трубопроводу від ГПЗ Саджаа. А в 2007-му у цей район дотягнули газопровід від Тавіли, яким постачається блакитне паливо катарського походження.